# Penicillium oxalicum
Penicillium oxalicum Currie & Thom – gatunek grzybów z rodziny Aspergillaceae. Mikroskopijny grzyb strzępkowy.

## Systematyka i nazewnictwo
Pozycja w klasyfikacji według Index Fungorum: Penicillium, Aspergillaceae, Eurotiales, Eurotiomycetidae, Eurotiomycetes, Pezizomycotina, Ascomycota, Fungi.
Po raz pierwszy opisali go James Nimrod Currie i Charles Thomw 1915 roku.

## Występowanie i siedlisko
Występuje na wszystkich kontynentach poza Antarktydą. Grzyb glebowy. W Polsce podano wiele jego stanowisk, wyizolowano go z gleby i siewek wielu gatunków roślin dzikich i uprawnych.

## Badania naukowe
- Jest głównym gatunkiem powodującym zgniliznę kolb kukurydzy na polu[4].
- Jest alergenem. Zarodniki P. oxalicum są jednymi z najczęściej występujących w powietrzu zarodników Penicillium. W Indiach stwierdzono ich średnio rocznie 5809 w m³. Ekstrakty antygenowe P. oxalicum wywołały aż 53,0% reaktywności skóry u badanych pacjentów[5].
- Z ekstraktu metanolowego z bulionu hodowlanego Penicillium oxalicum (szczep M893) wyizolowano jeden nowy sesterterpenoid, oksaliterpenoid i sześć znanych związków: aspergillusidon C, nidulina, emeguisin B, aspergillusether A, aspergillusether J i guisinol. Wszystkie związki wykazały silne działanie przeciwbakteryjne przeciwko bakteriom Gram-(+), paciorkowiec kałowy (ATCC299212), gronkowiec złocisty (ATCC25923) i B. cereus (ATCC14579), a także drożdżom Candida albicans[6].
- Niektóre szczepy P. oxalicum wytwarzają enzym ksylanazę o dużej wydajności w zakresie biodegradacji ścian komórkowych roślin. Bierze on udział w rozkładzie polisacharydu ksylanu, który obfituje w hemicelulozę, odgrywająca dużą rolę w połączeniu celulozy z ligniną[7].